# Podecjum

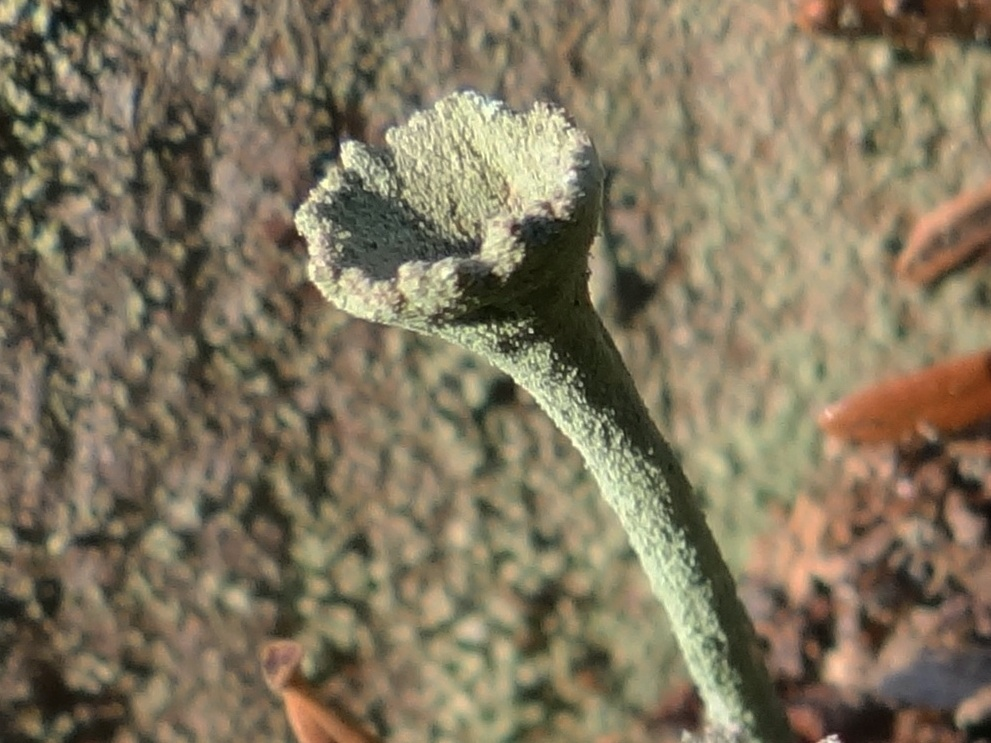
Pojedyncze podecjum chrobotka strzępiastego

Podecjum – występująca u grzybów tworzących porosty postać plechy wtórnej, w formie rurkowatych trzoneczków (wyrostków), w przekroju okrągłych, często zakończonych kielichowato. Podecja występują np. u chrobotków (Cladonia) i chróścików (Stereocaulon). Mogą być pojedyncze lub piętrowe – takie podecja wyrastające piętrowo jedne na drugich nazywa się prolifikacjami.
U Stereocaulon i pokrewnych rodzajów są to w rzeczywistości pseudopodecja, czyli struktury utworzone przez pionowy wzrost niektórych granulek plechy, a później rozwijające się na nich apotecja są lekanorowe. Podecjum Baeomyces (grzybinka) różni się zasadniczo od podecjum Stereoccaulon, gdyż staje się askokarpem. Jego pierwotny korpus pochodzi z powierzchownego zawiązka. Składa się z carpocentrum, które zawiera strzępki workotwórcze i rozciąga się marginalnie, oraz otoczki okołośrodkowej składającej się z cienkiej osłony przejściowej i grubej stopy. Stopa wydłuża się i staje się podecjum. Carpocentrum jest później pokryte włóknami epicentralnymi, z których niektóre stają się parafizami, podczas gdy inne na obrzeżach pozostają poza hymenium.
Podecjum w rodzaju Cladonia (chrobotek), podobnie jak u Baeomyces, jest częścią askokarpu, ale jego struktura i sposób rozwoju są odmienne. Kończy się czubkiem lub miseczką i często jest rozgałęzione. Powstaje z zawiązka w kształcie pęczka, złożonego z dwudzielnych strzępek, które wydłużają się i rozgałęziają, a wewnątrz wyrastają strzępki workotwórcze, jak w pierwotnym korpusie typowego apotecjum. Strzępki te często różnicują się dość wcześnie, już w samym pęczku początkowym, ale najczęściej pojawiają się dopiero po rozwinięciu się podecjów na końcach gałęzi lub wzdłuż krawędzi miseczki. Strzępki są wokół nich odciągane, tworząc otoczkę. Wytwarzają one parafizy, których podstawy tworzą parafizogenny splot w subhymenium.